# Agrius convolvuli
Agrius convolvuli (tên tiếng Anh: Convolvulus Hawk-moth) là một loại bướm đêm đại bàng lớn. Nó phổ biến khắp châu Âu, châu Phi và Australia.

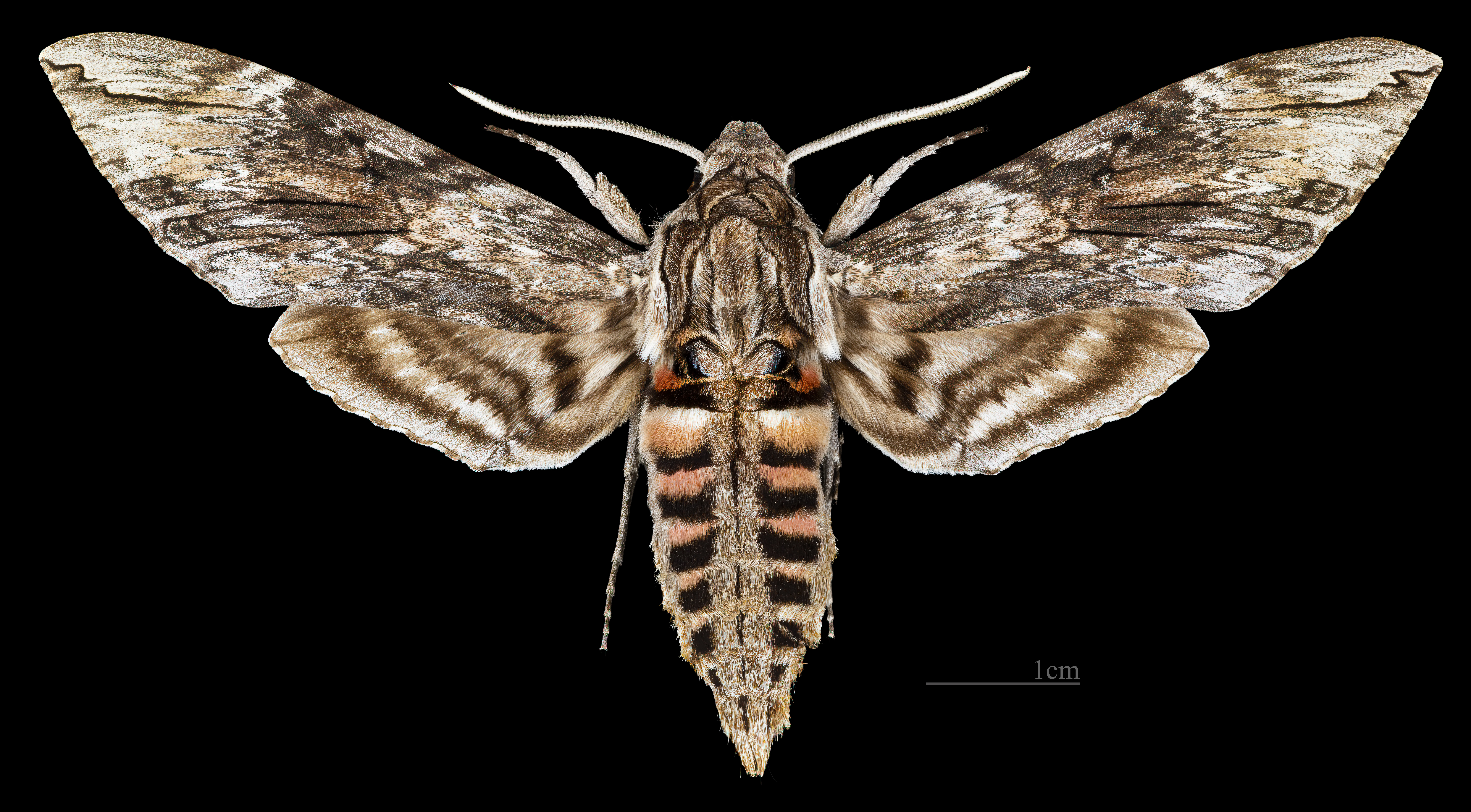
♂
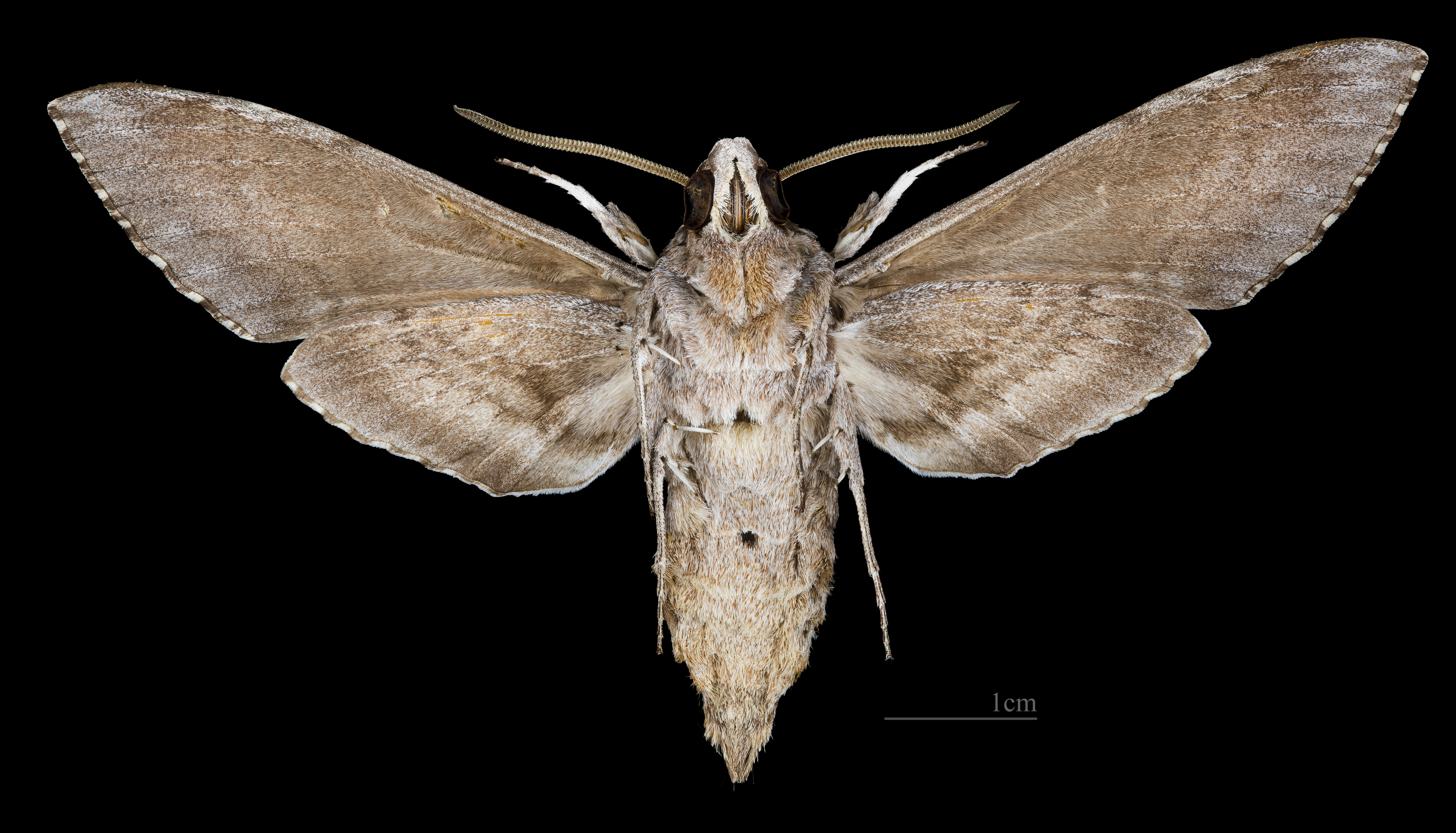
♂ △
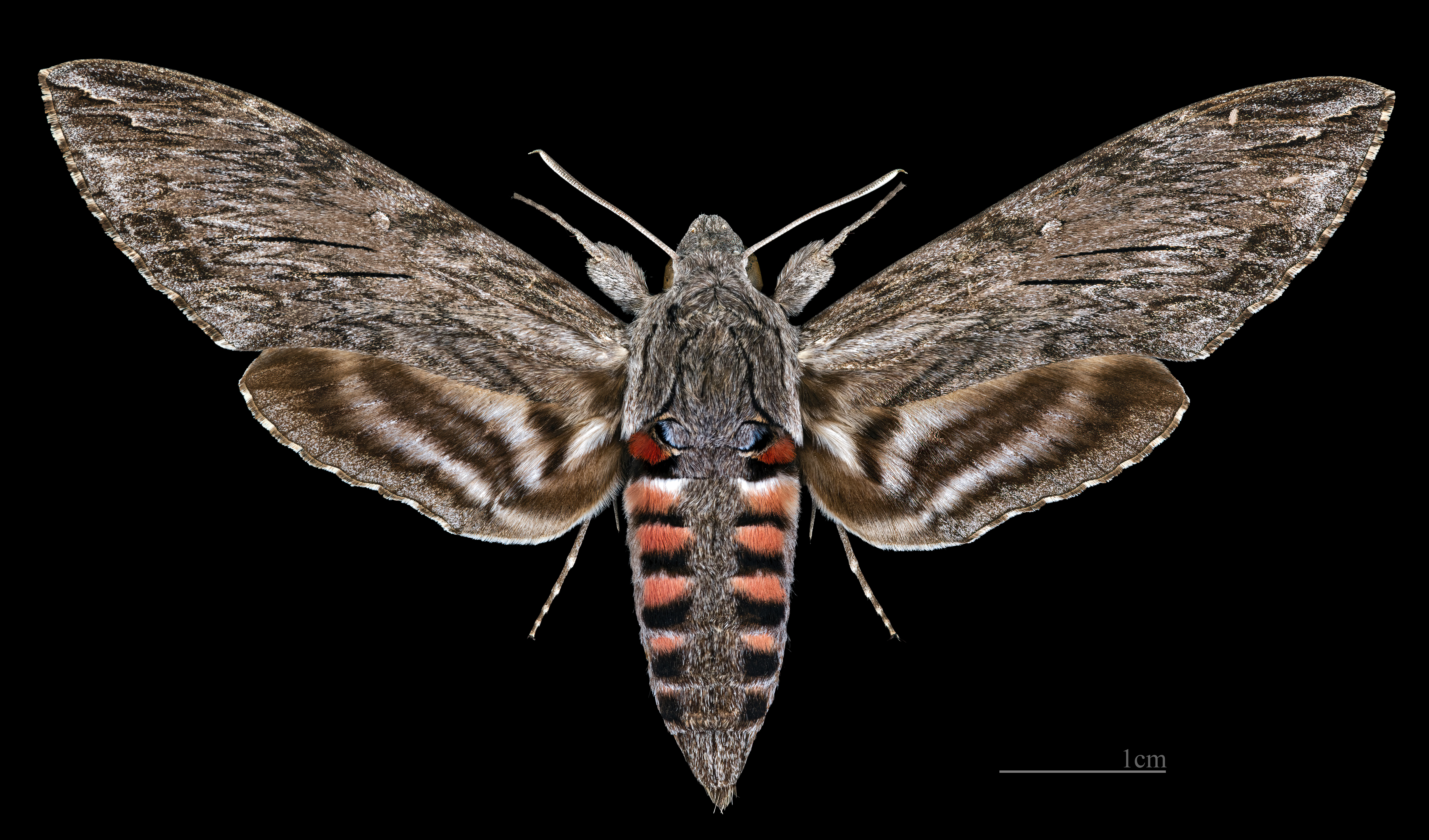
♀
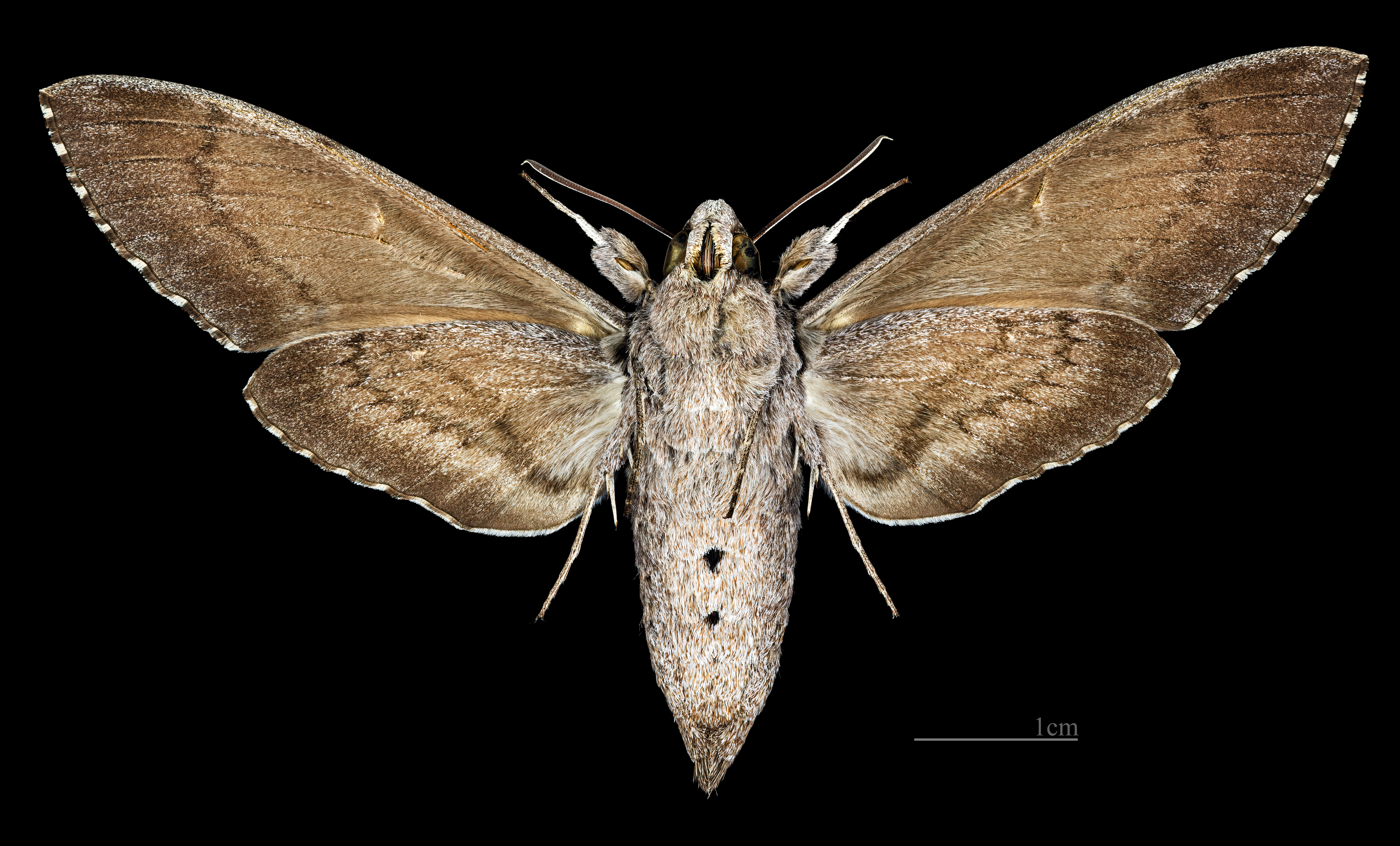
♀ △

Sâu bướm ăn lá cây Bindweed, ngoài ra chúng còn ăn cây Araceae, Convolvulaceae, Leguminosae và Malvaceae families.

## Hình ảnh

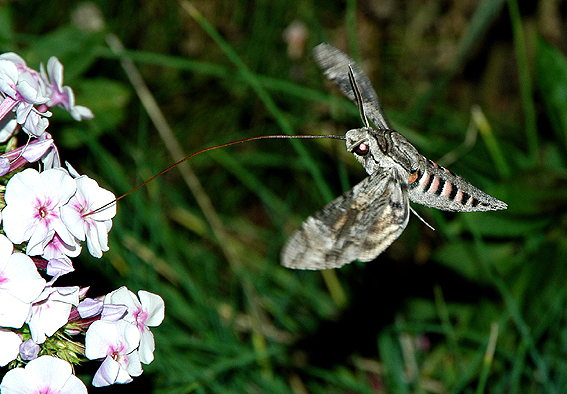
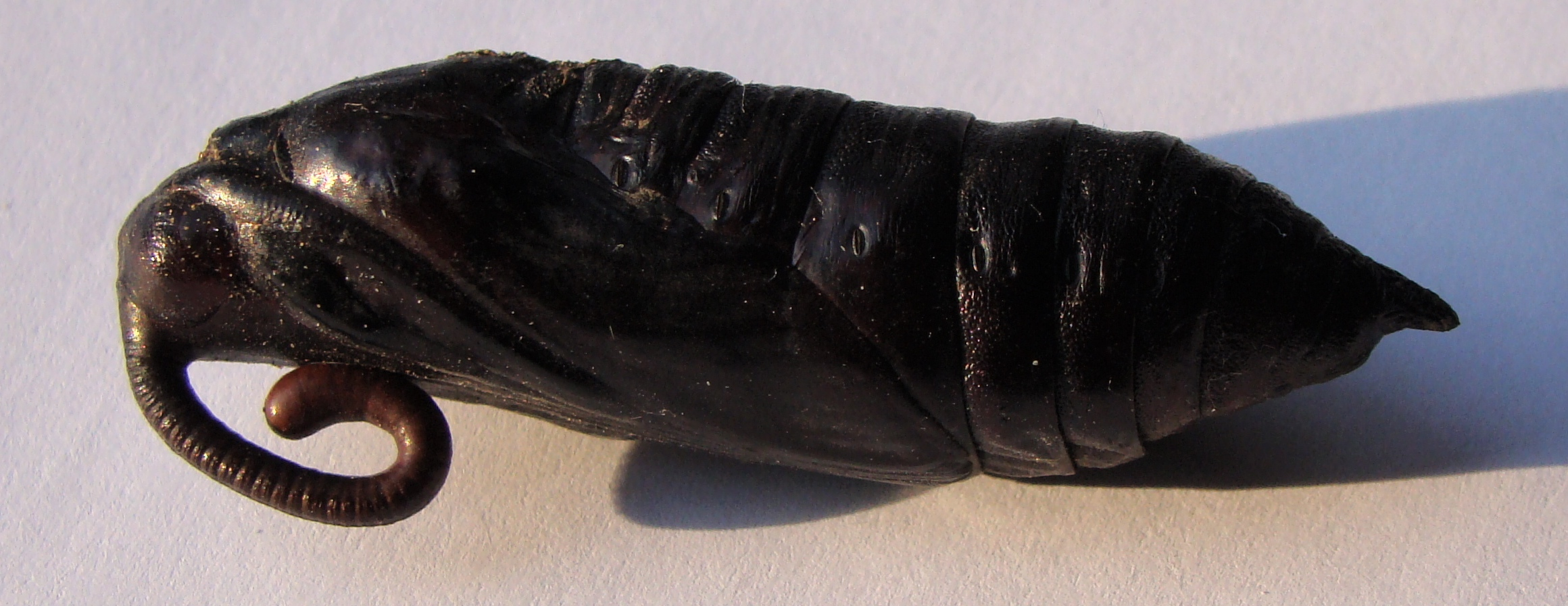

## Tham khảo

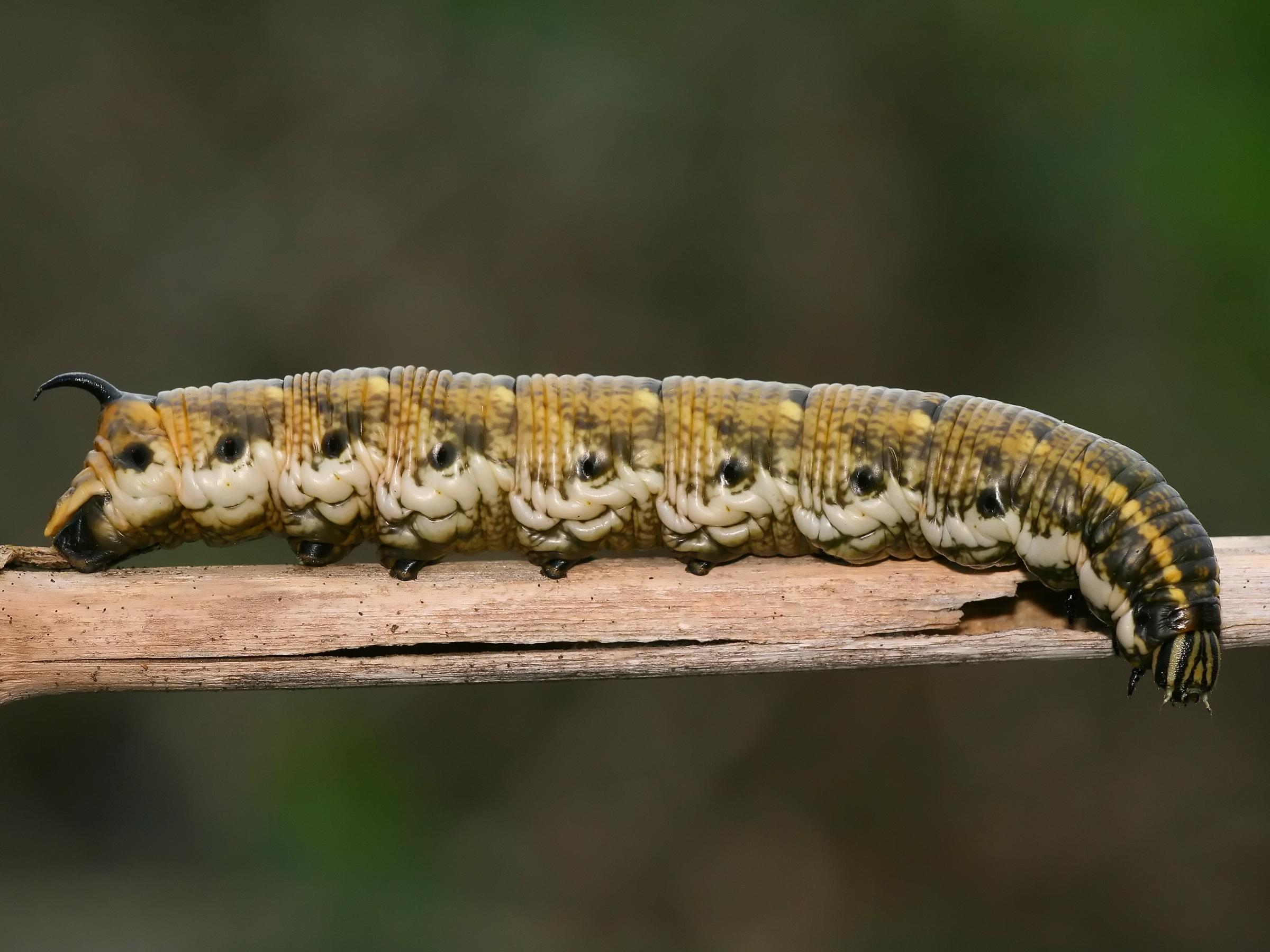
Larva of Agrius convolvuli